# Vladimir Tkačenko
Vladimir Petrovič Tkačenko (rusky Владимир Петрович Ткаченко; * 20. září 1957 Soči) je bývalý ukrajinsko-ruský basketbalista reprezentující Sovětský svaz. Se sovětskou basketbalovou reprezentací se stal mistrem světa (1982) a trojnásobným mistrem Evropy (1979, 1981, 1985). Ze světového šampionátu má i dvě stříbra (1978, 1986), stejně tak z Eurobasketu (1977, 1987). Nejlepším jeho výsledkem na olympijském turnaji bylo třetí místo (Montreal 1976, Moskva 1980). Až na výjimku v závěru kariéry, kdy hrál sezónu ve španělské Guadalajaře (1989–1990), strávil celou kariéru v sovětských klubech, Budivelnyku Kyjev (1974–1982) a CSKA Moskva (1983–1989). Přesto patřil k nejoceňovanějším sovětským basketbalistům ve světě, o čemž svědčí, že byl vyhlášen evropským basketbalistou roku 1979 v anketě Euroscar i Mr. Europa, či že byl v roce 2015 uveden do Síně slávy Mezinárodní basketbalové federace. Jeho velkou výhodou byla výška 221 cm. Hrával na postu pivota.